# Остаточний діагноз (роман Джеймса Вайта)
Остаточний діагноз (англ. Final Diagnosis) — це науково-фантастичний роман 1997 року, який написав Джеймс Вайт, твір є частиною серії «Головний сектор».

## Стислий опис змісту
Людину, у якої кілька загадкових хвороб та алергічних реакцій, діагностували як іпохондрика. Лікування майже неефективне, тому її направляють до Головного сектору, як крайній захід. Людина дружить зі своїми "колегами"-іншопланетянами, розповідає їм свою історію життя. 
Замість того, щоб відхилити її скарги, уважні лікарі Сектора, вивчають і розробляють теорію, згідно з якою повертають пацієнта на свою рідну планету, на місце аварії у дитинстві, яка, здається, почала все це, з'являються пояснення.